# Liberty County (Texas)
Liberty County je okres ve státě Texas v USA. K roku 2010 zde žilo 75 643 obyvatel. Správním městem okresu je Liberty. Celková rozloha okresu činí 3 046 km2.